# Peter Arno
Peter Arno (8. januar 1904, New York – 22. februar 1968; født Curtis Arnoux Peters, Jr.) var en amerikansk illustrator og tegneserietegner. Han er særlig kendt for sine mange vittighedstegninger i det amerikanske, satiriske kultur- og trendmagasinet The New Yorker, hvor han arbejdede fra bladet blev oprettet i 1925 til han døde i 1968. Motivet i hans vittigheder var ofte det dekadente New York society.
Peter Arno er begravet på kirkegården Kensico Cemetery i Valhalla, New York.